# Gaiola pombalina

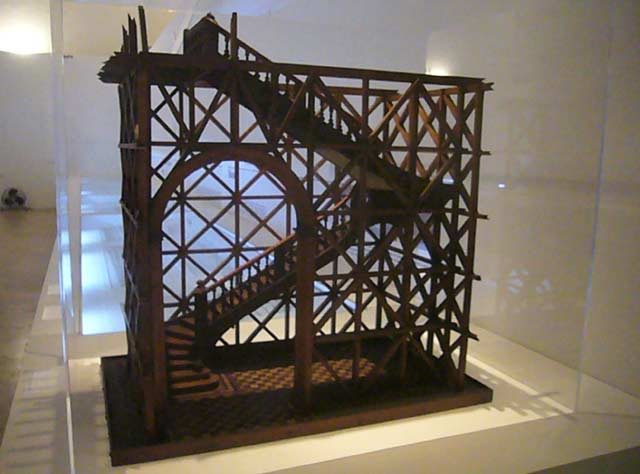
Maquete de uma gaiola pombalina

A gaiola pombalina é um sistema de construção anti-sísmica utilizado na Baixa Pombalina de Lisboa após o terramoto de 1755. A gaiola pombalina é uma estrutura tridimensional de madeira incorporada nas paredes de alvenaria.
O terramoto de 1755 veio mostrar a fragilidade da construção em alvenaria, que tinha uma capacidade muito reduzida de absorção e dissipação da energia libertada pela catástrofe. A estrutura em madeira foi inspirada nos métodos de construção dos navios. A madeira, sendo deformável, tinha uma elevada capacidade de resistência às forças de tracção e compressão num meio constantemente agitado.
Por outro lado, a alvenaria era mais eficaz na resistência aos incêndios. A solução de incorporar a estrutura em madeira nas paredes de alvenaria juntava as vantagens de ambos os tipos de construção.
Este tipo de estrutura é uma criação da arquitectura urbanística pombalina. Não se conservam  exemplos da época que especifiquem precisamente a sua constituição.
A função da gaiola é proteger de futuros terramotos.